# Bernard Peters
Bernard Peters (nascut com a Bernhard Pietrowski el 1910 a Posen, Alemanya - 2 de febrer de 1993 a Copenhaguen) va ser un físic nuclear, amb especialitat en radiació còsmica. Va ser destinatari del Padma Bhushan, el tercer premi civil indi més gran.

## Vida
Cap al final de la Primera Guerra Mundial, el seu pare, investigador i metge de farmacologia, el va enviar a la Selva Negra a un agricultor perquè pogués obtenir menjar a canvi de mà d'obra. El 1942, sota la direcció de Robert Oppenheimer, Peters va completar el seu doctorat en física. Durant el seu temps al Laboratori de Radiació de Berkeley, Peters va estar actiu a la Federació d'Arquitectes, Enginyers, Químics i Tècnics, un sindicat afiliat al Congrés d'Organitzacions Industrials.
El 1954, durant l'audiència de seguretat de J. Robert Oppenheimer, va ser acusat de ser un simpatitzant comunista. Peters no va poder trobar feina als Estats Units. Va deixar el país a Boombai, India, on va continuar estudiant raigs còsmics durant vuit anys. Durant les següents quatre dècades, va dirigir diversos estudis sobre els raigs cosmics.
Peters va morir el 2 de febrer de 1993 a Copenhaguen, Dinamarca.

## Feines
- Deuteron disintegration by electrons. Scattering of mesotrons of spin ¹/₂, University of California, Berkeley, 1942 (tesi doctoral)
- Cosmic rays, solar particles, and space research, New York : Academic Press, 1963
- Cosmic radiation and its origin : contemporary problems, Neuilly-sur-Seine, France : European Space Research Organisation, 1967
- Creation of particles at cosmic-ray energies, Genève : CERN, 1966

Cosmic rays, New York : Academic Press, 1963